# ساتوشی، اوکایاما
ساتوشی، اوکایاما (به لاتین: Satoshō, Okayama) یک منطقهٔ مسکونی در ژاپن است که در استان اوکایاما واقع شده‌است. ساتوشی ۱۰٬۹۰۸ نفر جمعیت دارد.